# Mira Fuchrer

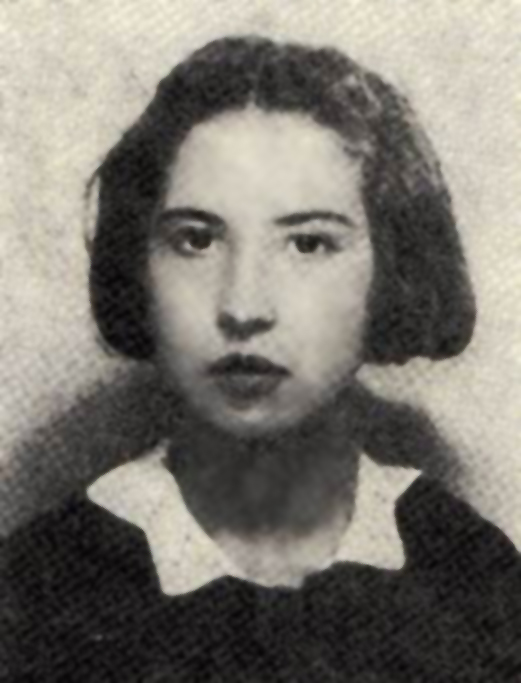
Mira Fuchrer

Mira Fuchrer (* 1920 in Warschau; † 8. Mai 1943 ebenda) war eine polnisch-jüdische Widerstandskämpferin im Warschauer Ghetto und Mitglied der Jüdischen Kampforganisation (polnisch: Żydowska Organizacja Bojowa, kurz ŻOB). Sie nahm aktiv am Aufstand im Warschauer Ghetto während des Zweiten Weltkriegs teil.

## Leben
Mira Fuchrer wurde in Warschau geboren. Sie war in der jüdisch-sozialistischen Jugendorganisation Hashomer Hatzair tätig. Wahrscheinlich lernte sie dort ihren Freund Mordechaj Anielewicz kennen. Als im September 1939 die deutschen Truppen in Polen einfielen, floh Fuchrer mit Anielewicz nach Vilnius. Beide kehrten im Jahre 1940 freiwillig ins besetzte Generalgouvernement nach Warschau zurück, weil die Führung der Jugendorganisation beschlossen hatte, dort ihre Arbeit im Untergrund aufzubauen. Im November gingen beide ins jüdische Warschauer Ghetto.
Dort arbeitete Mira Fuchrer zusammen mit ihren Freundinnen Towa Frenkel und Rachela Zylberberg in einer kleinen Schneiderei. 1942 reiste sie mit gefälschter Identität (Juden war das Verlassen des Ghettos bei Todesstrafe verboten) als Untergrundkämpferin und Kurierin auch in andere Ghettos.

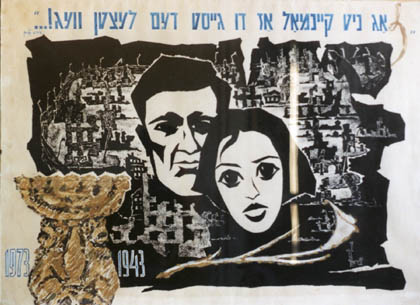
Mira Fuchrer und ihr Freund Mordechai Anielewicz

Während des Aufstandes im Warschauer Ghetto kämpfte sie im sogenannten zentralen Ghetto. Am 8. Mai 1943 war sie zusammen mit Mordechaj Anielewicz und einer Gruppe von 120 Aufständischen im Bunker in der ulica Miła 18. Als der Bunker entdeckt und von den Deutschen angegriffen wurde, wollten die Widerstandskämpfer nicht kapitulieren. Vermutlich auf Aufruf Arie Wilners begingen die meisten von ihnen Suizid oder aber starben durch Gas, das die Deutschen in den Bunker leiteten.
Der später zugeschüttete Bunker ist gleichzeitig ein Massengrab, weil auch nach 1945 keine Exhumierungen in der ul. Miła 18 durchgeführt wurden.

## Erinnerung
Mira Fuchrer wurde 1948 posthum mit dem Silbernen Kreuz des höchsten polnischen Militärordens Virtuti Militari ausgezeichnet.
Der Name von Mira Fuchrer befindet sich auf dem Gedenkobelisk, der 2006 am Fuße des Anielewicz-Hügels aufgestellt wurde, zusammen mit den Namen von 50 anderen Aufständischen, deren Identität festgestellt wurde. Auch ihre Freundinnen Towa Frenkel und Rachela Zylberberg sind hier genannt.

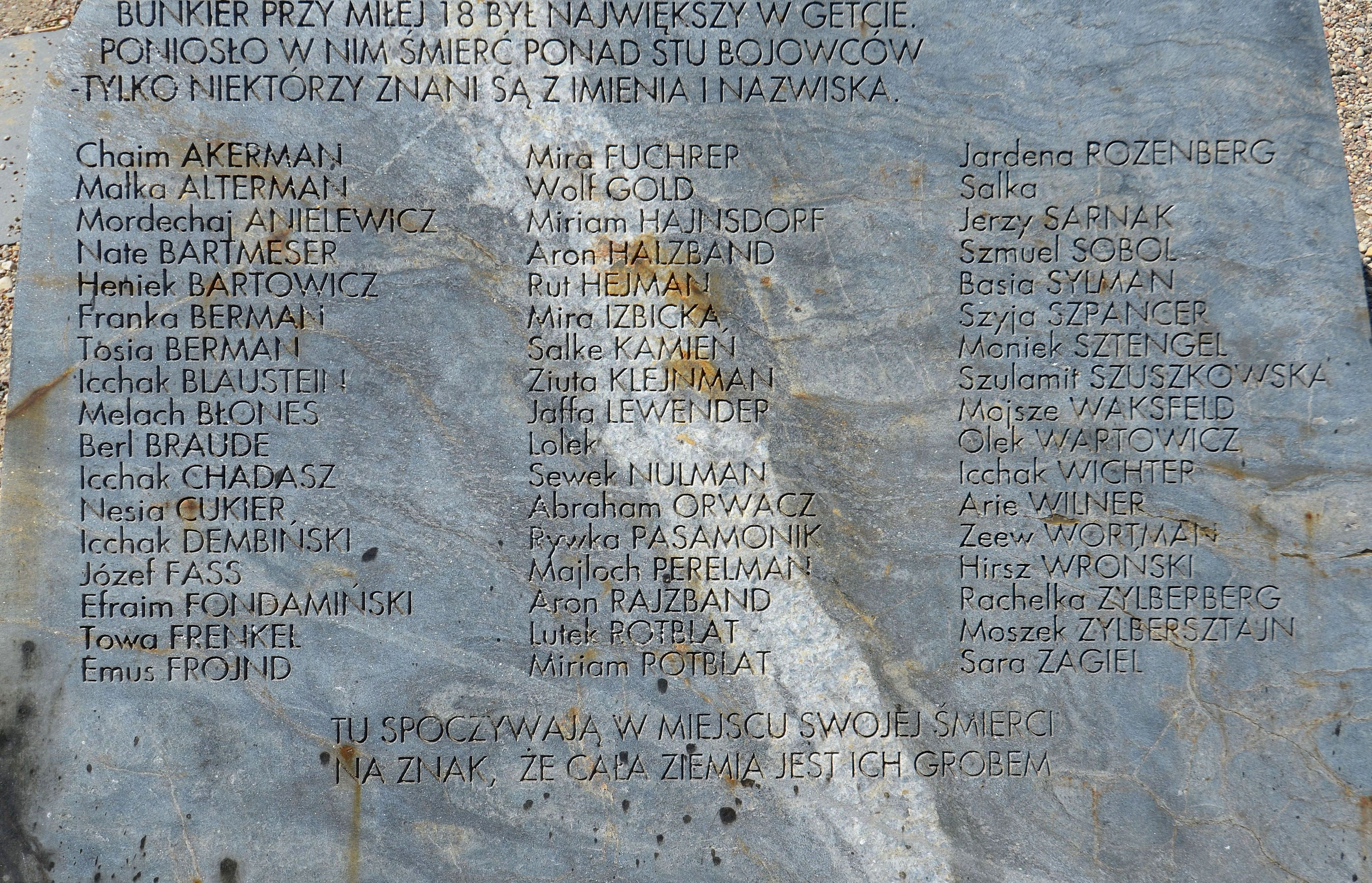
Die Namen von Mira Fuchrer, Mordechaj Anielewicz und anderen jüdischen Aufständischen, die im Bunker in der ulica Miła 18 ums Leben kamen (auf dem Obelisk am Fuße des Anielewicz-Hügels).